# Kruiskapel (Doenrade)
De Kruiskapel is een kapel in Doenrade in de gemeente Beekdaelen in de Nederlandse provincie Limburg. De kapel staat aan de splitsing van de Kerkstraat met de Bekweg in het noorden van het dorp.
Aan de zuidkant van het dorp staat de Verrezen-Christuskapel.
De kapel is gewijd aan het kruis.

## Geschiedenis
In 1961 werd de niskapel gebouwd.

## Gebouw
De Kruiskapel is een niskapel en wegkruis in één. Het bouwwerk bestaat uit twee delen. Het onderste deel is een rechthoekige sokkel die bekleed is met natuursteen. Aan de voorzijde is er een bakstenen spitsboogvormige nis aangebracht die wordt afgesloten met een spijlenhek. Van binnen is de nis wit geschilderd en bevindt zich op een voetstuk een Mariabeeldje. Aan de achterzijde van de sokkel is links en rechts een sierlijke lage bakstenen muur gebouwd die aan de voorzijde bekleed is met natuursteen.
Op de sokkel is een hardstenen plaat geplaatst met hierop een hardstenen kruis met corpus. De voet van het kruis is breder en heeft twee treden met aan de voorzijde de tekst Jezus Barmhartigheid.